# I coboldi mangiano i bambini!
I coboldi mangiano i bambini! (abbreviato in ICMIB!) è un gioco di ruolo da tavolo indipendente originariamente pubblicato dalla 9th Level Games con il titolo Kobolds Ate My Baby, e pubblicato in Italia dalla Kaizoku Press (traduzione a cura di Emanuele Granatello). Si tratta di un gioco umoristico il cui titolo richiama la famosa frase relativa alla scomparsa di Azaria Chamberlain: "A dingo ate my baby!" (un dingo ha mangiato il mio bambino!) La Super Deluxx Edition è stata ideata dalla 9th Level Games, ma è pubblicata dalla Dork Storm Press. Kaizoku Press ha annunciato nel 2024 di voler pubblicare una edizione riveduta e ampliata de I Coboldi Mangiano I Bambini. Il nuovo volume contiene anche i supplementi The Warlock Apprentice e Even More Things to Kill and Eat (tradotti rispettivamente come L'Apprendista Magone (precedentemente pubblicato a parte) e Ancora Più Cose da Ammazzare e Mangiare.

## Il gioco
I giocatori assumono i ruoli di coboldi, creature spesso utilizzate come "carne da cannone" nei giochi di ruolo fantasy come Dungeons & Dragons.  Il gioco getta una luce umoristica sul genere ed incoraggia i giocatori a fare battute e a comportarsi in maniera ridicola e turbolenta; ad esempio quando il nome del re dei coboldi, Re Torg, viene nominato, tutti i presenti devono urlare "LUNGA VITA A RE TORG!"
ICMIB! si gioca usando il meccanismo chiamato Beer Engine. Si chiama così per via delle quattro caratteristiche che definiscono il personaggio: Brutalità (Brawn) Ego, Estraneo (Extraneous) e Riflessi (Reflexes). In pratica all'azione viene assegnato un valore difficoltà in dadi, che devono essere lanciati ottenendo un valore più basso di quello indicato sulla scheda. Poiché i coboldi non sono adatti alle avventure, possiedono dei valori molto bassi, il che contribuisce all'atmosfera umoristica del gioco.
ICMIB! è anche una parte dell'evento annuale Origins Game Fair con il titolo di Midnight Massacre (il Massacro di Mezzanotte), durante il quale un gran numero di persone di solito partecipa a più sessioni di ICMIB! contemporaneamente facendo una quantità notevole di baccano. Nel 2005 il Massacro di Mezzanotte è stato messo in scena come Gioco di Ruolo dal Vivo.

## BEER Engine!
Il BEER Engine! è un sistema di gioco di ruolo creato dalla 9th Level Games per I Coboldi Mangiano i Bambini! e altri giochi. Questo motore elementare viene utilizzato per determinare se un personaggio riesce in un'azione che ha tentato di compiere. Nei giochi basati sul BEER Engine! tutti i personaggi possiedono delle caratteristiche che rappresentano le loro attitudini fisiche e mentali (ad esempio forza, riflessi o intelligenza). Queste caratteristiche vengono determinate lanciando un certo numero di dadi al momento della creazione del personaggio: più alto è il risultato maggiore sarà la capacità del personaggio in quella determinata area. Durante il gioco i personaggi tenteranno di compiere determinate azioni (ad esempio arrampicarsi su un muro). Per determinare se l'azione ha o meno successo, il giocatore lancia un certo numero di dadi a sei facce. Il numero di dadi ottenuto aumenta con l'aumentare della difficoltà dell'azione; se il punteggio totale ottenuto è inferiore o uguale alla caratteristica del personaggio, l'azione ha successo.
Tra gli altri GdR che utilizzano il BEER Engine! ci sono Ninja Burger e Warhamster.

## 9th Level Games

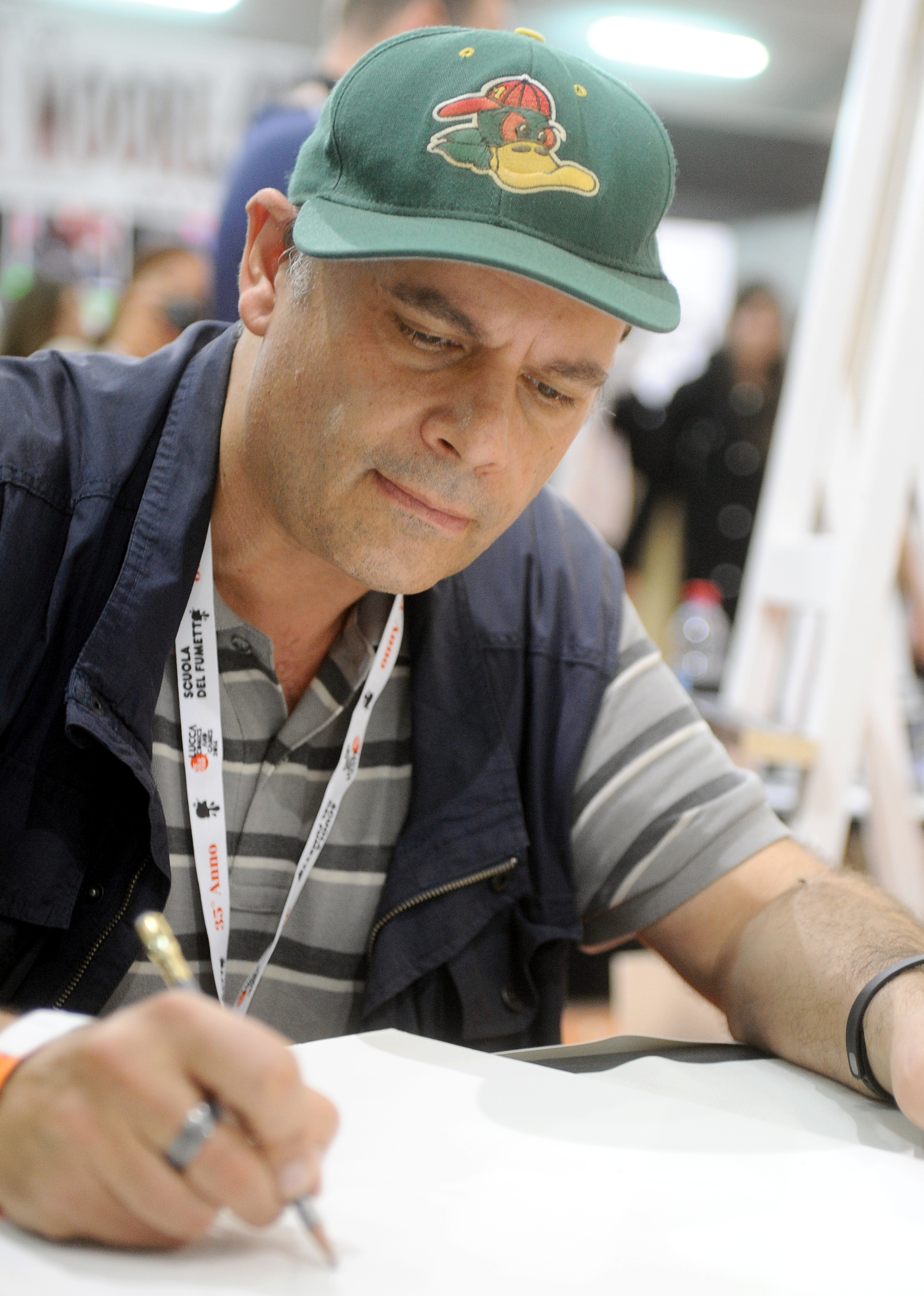
John Kovalic, illustratore della "Super Deluxx Edition" a Lucca Comics & Games

La compagnia è stata fondata da Dan Landis e Chris O'Neill quando erano compagni alle scuole superiori.  Nel 2001 l’azienda aveva Quattro impiegati, fondatori inclusi.  I primi giochi della 9LG furono Adventure! The W¸rlde of Kroson e In the Company of Rats, presentato alla Origins 1999; seguirono poi KAMB, sviluppato in un solo mese per Gen Con 1999.
Al momento 9th Level Games sta passando dall'attività di editore a quella di game design. Nel dicembre 205 Dork Storm Press (DSP) ha pubblicato Kobolds Ate My Baby! Super Deluxx Edition, un gioco progettato da 9LG e pubblicato da DSP.  Questa edizione presenta illustrazioni di John Kovalic, il creatore della striscia umoristica Dork Tower ed è quella pubblicata in Italia da Kaizoku Press.
Il 4 marzo 2013, 9th Level ha lanciato una campagna di Kickstarter durata 30 giorni per raccogliere fondi per una nuova tiratura di KAMB. Con l’obiettivo di raccogliere 11.000 dollari, la raccolta fondi ha ricevuto 65.817 dollari in tutto, raggiungendo e superando tutti gli "stretch goal" stabiliti dall’organizzatore, che include la pubblicazione di un’espansione di Munchkin basata sul gioco.

## Critica e Premi
KAMB ha ricevuto molti premi del settore e indipendenti. La pubblicazione Games Quarterly lo ha elencato tra i 10 giochi (non elettronici) più buffi pubblicati degli ultimi anni.  Inoltre KAMB è stato scelto da InQuest Gamer come uno dei "50 giochi più buffi di tutti i tempi" e come "Il più bizzarro GdR mai pubblicato".
Il recensore, autore e critico Ken Hite ha dichiarato nella recensione che lo ha “adorato” e ne ha lodato lo humor e le solide meccaniche di gioco.
Un recensore sul sito RPGnet lo ha definito "un gioco di genio comico" dandogli 5 stelle su 5 sia in stile che contenuto.
Il critico Matthew Pook ha dichiarato: «il gioco stesso è scritto in maniera divertente e, ovviamente, contiene abbondanti opportunità per il Sindaco [Il Gamemaster] di essere scorretto con i giocatori che interpretano i coboldi che, a loro volta, saranno scorretti tra loro nella lotta per guadagnare Punti Vittoria. Sotto questo punto di vista, il gioco ha delle somiglianze con Paranoia».